# USS Paul Hamilton (DDG-60)
USS Paul Hamilton (DDG-60) — десятий ескадрений міноносець КРО в першій серії Flight I типу «Арлі Берк». Збудований на корабельні Bath Iron Works, приписаний до військово-морської бази в Перл Харборі, штат Гаваї. Спущений на воду 24 липня 1993 року. Введений в експлуатацію 27 травня 1995 року.
Есмінець «Пол Гамільтон» названий на честь Пола Гамільтона, 3-го міністра ВМС США.

## Бойова служба
21 квітня 1997 прибув з тижневим візитом в Перт, Австралія.
У лютому 2001 року повернувся в Перл-Гарбор після шестимісячного розгортання в західній частині Тихого океану.
20 березня 2003 року есмінець справив випуск крилатої ракети «Томагавк» в північній частині Перської затоки на підтримку операції зі звільнення Іраку. 26 квітня повернувся в порт приписки після дев'ятимісячного розгортання. 28 і 29 жовтня вперше провів спільні навчання з БПК «Маршал Шапошніков» і танкером «Печенга» ТОФ Росії, біля узбережжя Гаваїв.
24 червня 2013 року повернувся в порт приписки після дев'ятимісячного розгортання. 18 жовтня прибув для планового ремонту, який провела компанія BAE Systems, Гаваї. Ремонт завершений в березні 2014 року. 17 квітня 2014 року залишив Перл-Гарбор для проведення ходових випробувань після закінчення чотиримісячного ремонту.
14 лютого 2015 року залишив порт приписки Перл-Гарбор і попрямувати для розгортання в Перській затоці і в західній частині Тихого океану. 22 березня прибув до зони відповідальності 5-го флоту США. 29 вересня повернувся в порт приписки з незалежного розгортання.
влітку 2016 року покинув Перл-Харбор і попрямував в новий порт приписки Сан-Дієго де замінить ракетний есмінець USS «William P. Lawrence» (DDG 110). Після прибуття в Сан-Дієго став на доковий ремонт. 5 квітня покинув Перл-Харбор і попрямував в новий порт приписки Сан-Дієго, куди прибув 12 квітня. У серпні прибув для проведення запланованого докового ремонту в сухий док корабельні BAE Systems в Сан-Дієго. Роботи були завершені в серпні 2017 року. Вартість ремонту склала 40,7 млн доларів США.
В березні-квітні 2020 року в зоні відповідальності центрального командування США відбувалися тренування щодо залучення армійської ударної авіації до боротьби із надводними цілями. В спільних навчаннях ВМФ та сухопутних військ США брав участь і есмінець USS Paul Hamilton (DDG 60).